# Elezioni europee del 2014 in Ungheria
Le elezioni europee del 2014 in Ungheria si sono tenute il 25 maggio.

## Risultati
| Liste  | Liste | Gruppo        | Voti      | %     | +/-    | Seggi   | +/-     |
| ------ | --- | ------------- | --------- | ----- | ------ | ------- | ------- |
|        | Fidesz - KDNP • Fidesz - Unione Civica Ungherese (Fidesz) • Partito Popolare Cristiano Democratico (KDNP) | - PPE         | 1.193.991 | 51,48 | 4,88 · | 12 11 1 | 2 · 2 · |
|        | Movimento per un'Ungheria Migliore (Jobbik)                                                               | NI            | 340.287   | 14,67 | 0,10   | 3       | Stabile |
|        | Partito Socialista Ungherese (MSZP)                                                                       | S&D           | 252.751   | 10,90 | 6,47   | 2       | 2       |
|        | Coalizione Democratica (DK)                                                                               | S&D           | 226.086   | 9,75  | nuovo  | 2       | 2       |
|        | E14 - PM • Insieme 2014 (E14) • Dialogo per l'Ungheria (PM)                                               | - Verdi/ALE - | 168.076   | 7,25  | nuovo  | 1 -     | 1 · 1 · |
|        | La Politica può essere Diversa (LMP)                                                                      | Verdi/ALE     | 116.904   | 5,04  | 2,43   | 1       | 1       |
|        | Il Partito del Movimento Patria non in Vendita                                                            | -             | 12.119    | 0,52  | nuovo  | -       | -       |
|        | Alleanza di Mária Seres                                                                                   | -             | 9.279     | 0,40  | nuovo  | -       | -       |
| Totale | Totale | Totale        | 2.319.493 |       |        | 21      |         |